# Octave Terrillon

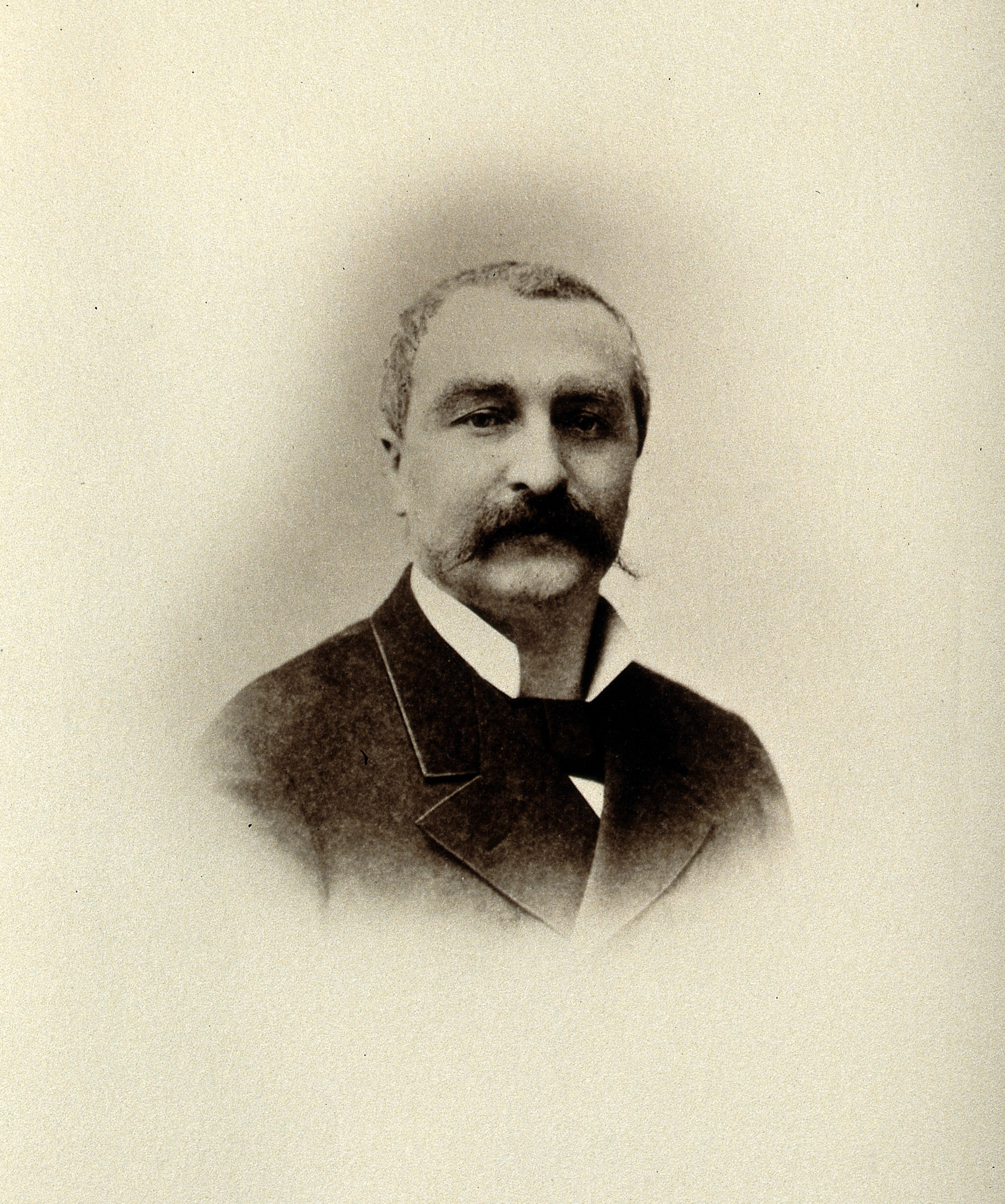
Octave Roch Simon Terrillon

Octave Roch Simon Terrillon (* 17. Mai 1844 in Oigny-sur-Seine; † 22. Dezember 1895 in Paris) war ein französischer Arzt und Chirurg. Er gilt als Pionier der aseptischen Chirurgie. 
Terrillon arbeitete ab 1868 als Internist in Paris und erhielt 1873 den Doktortitel. 1876 wurde er Chirurg und war mit dem Hôpital de la Salpêtrière verbunden. Im Jahr 1878 wurde er außerordentlicher Professor an der medizinischen Fakultät in Paris. Um 1882 setzte er sich für die Verwendung von kochendem Wasser zur Desinfektion chirurgischer Instrumente ein. 1884 nutzte er erstmals trockenen Heißdampf zum Sterilisieren.
Am 13. April 1957 wurde eine französische Briefmarke mit einem Porträt von Terrillon ausgegeben. Auf der Briefmarke sind auch ein Mikroskop, ein Autoklav und einige chirurgische Instrumente zu sehen.

## Werke (Auswahl)
- Leçons de clinique chirurgicale professées à la Salpêtrière, 1889 (Unterricht in der chirurgischen Klinik Salpêtrière).
- Traité des maladies du testicule et de ses annexes (mit Charles Monod), 1889 (Abhandlung über Erkrankungen des Hodens).
- Asepsie et antisepsie chirurgicales (mit Henri Chaput), 1894 (Chirurgische Asepsis und Antisepsis).
- Salpingites et ovarites, 1891 (Salpingitis und Oophoritis).[6]